# Centro Nacional de Supercomputación
Centro Nacional de Supercomputación (CNS) é um centro de pesquisas em Barcelona, Espanha. É onde está localizado o MareNostrum, o 25° computador mais potente da Europa e 77° do mundo.
O Centro, inaugurado em 1 de abril de 2005, situa-se em uma antiga capela conhecida como Torre Girona, na Universidade Politécnica da Catalunha (UPC). É administrado por um consórcio formado pelo Ministério de Educação e Ciência da Espanha (60%), Governo da Catalunha (30%) e UPC (10%).
O orçamento operacional inicial do CNS foi de 5.5 milhões de euros por ano para o período de 2005-2011.